# STS-125
STS-125は、ハッブル宇宙望遠鏡サービスミッション（HST SM-4）のために、2009年5月にスペースシャトルアトランティスによって行われた有人宇宙飛行である。
当初は、2008年10月に打ち上げが予定され、発射場まで移動したが、直前になってハッブル宇宙望遠鏡のシステムに不具合が見つかり、その修理の準備を行うために延期された。
主な内容は、故障したメインカメラACS (掃天用高性能カメラ) の交換、バッテリーの交換、新たな観測機器の取り付け、その他故障箇所の修理である。
ハッブル宇宙望遠鏡に対するサービスミッションはこれが7年ぶり5度目であり、これが最後となった。また、スペースシャトルが国際宇宙ステーション（ISS）関連以外のミッションで飛行するのもこれが最後となった。
極めて難易度の高い困難なミッションであるため、過去に修理ミッションの経験がある飛行士を起用し、二年間に渡る長期の訓練を行った。
悪天候のため着陸はケネディ宇宙センターからエドワーズ空軍基地へと変更された。

## 乗組員
- スコット・アルトマン (4) — 船長
- グレゴリー・C・ジョンソン（英語版） (1) — パイロット
- ジョン・グランスフェルド（英語版） (5) — ミッションスペシャリスト
- K・メーガン・マッカーサー (1) — ミッションスペシャリスト
- マイケル・マッシミーノ（英語版） (2) — ミッションスペシャリスト
- アンドリュー・フューステル（英語版） (1) — ミッションスペシャリスト
- マイケル・グッド（英語版） (1) — ミッションスペシャリスト

※ かっこ内の数字は、今回を含めたフライト経験数。

## ギャラリー

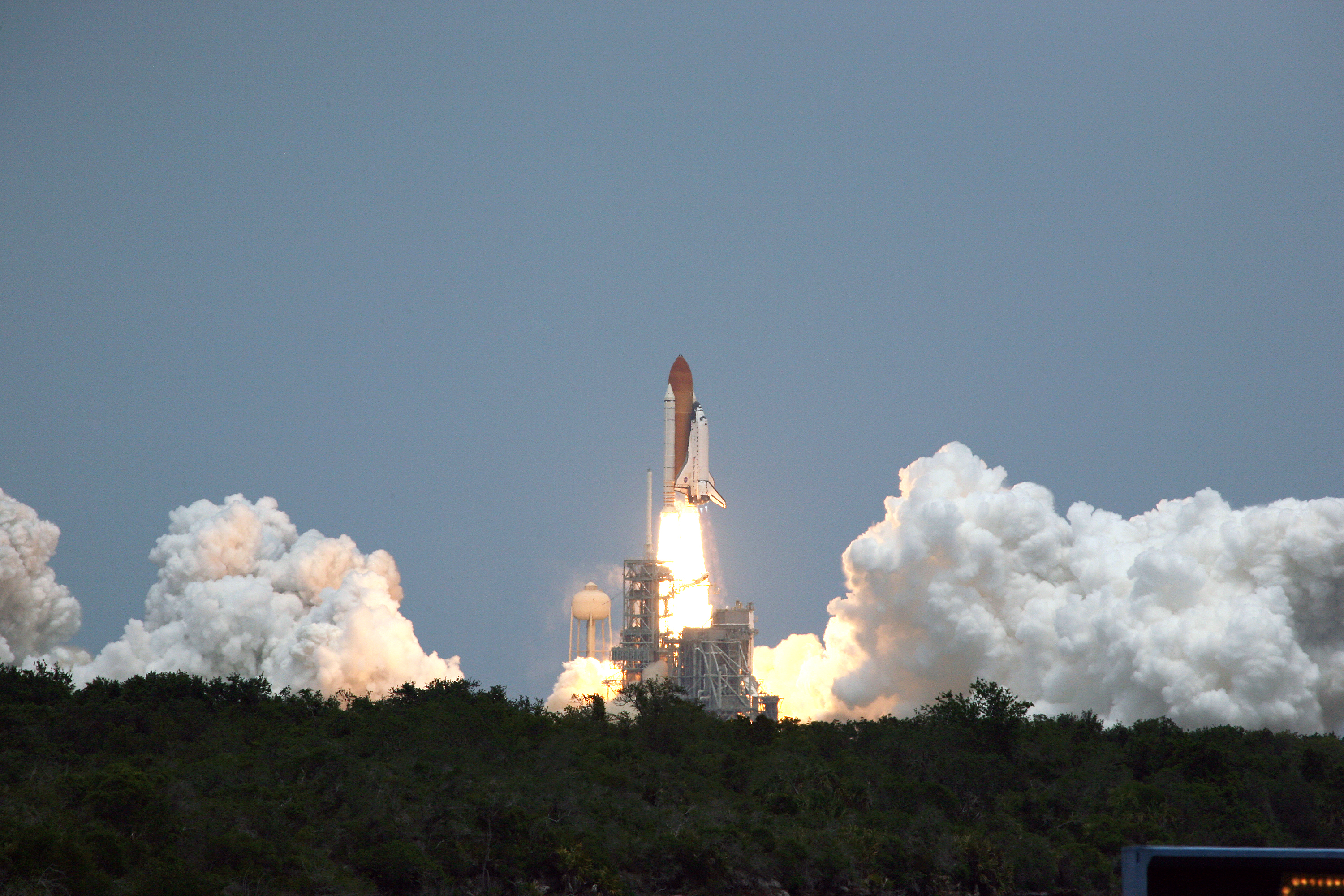
打ち上げ
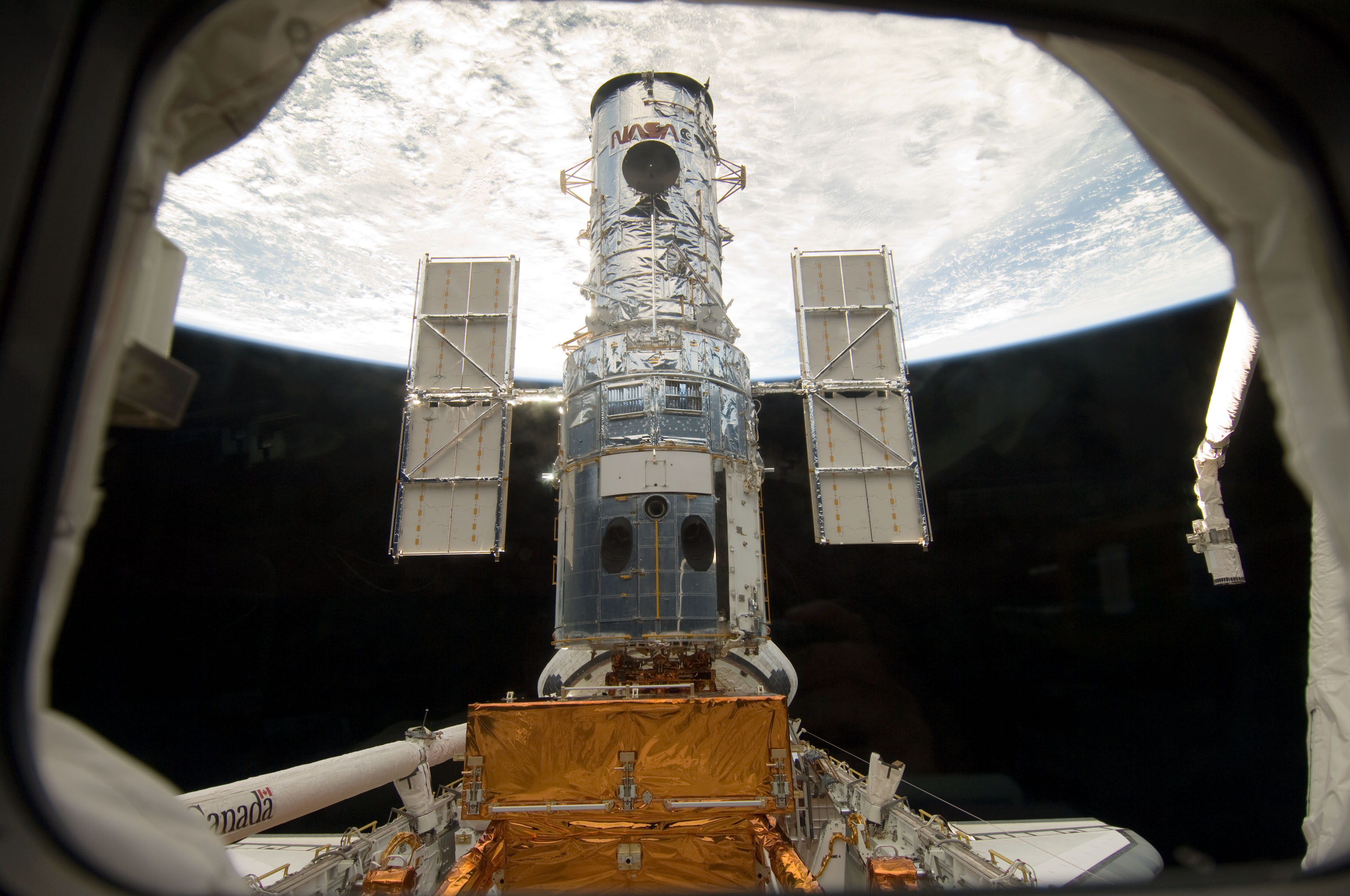
シャトルに保持されたハッブル宇宙望遠鏡
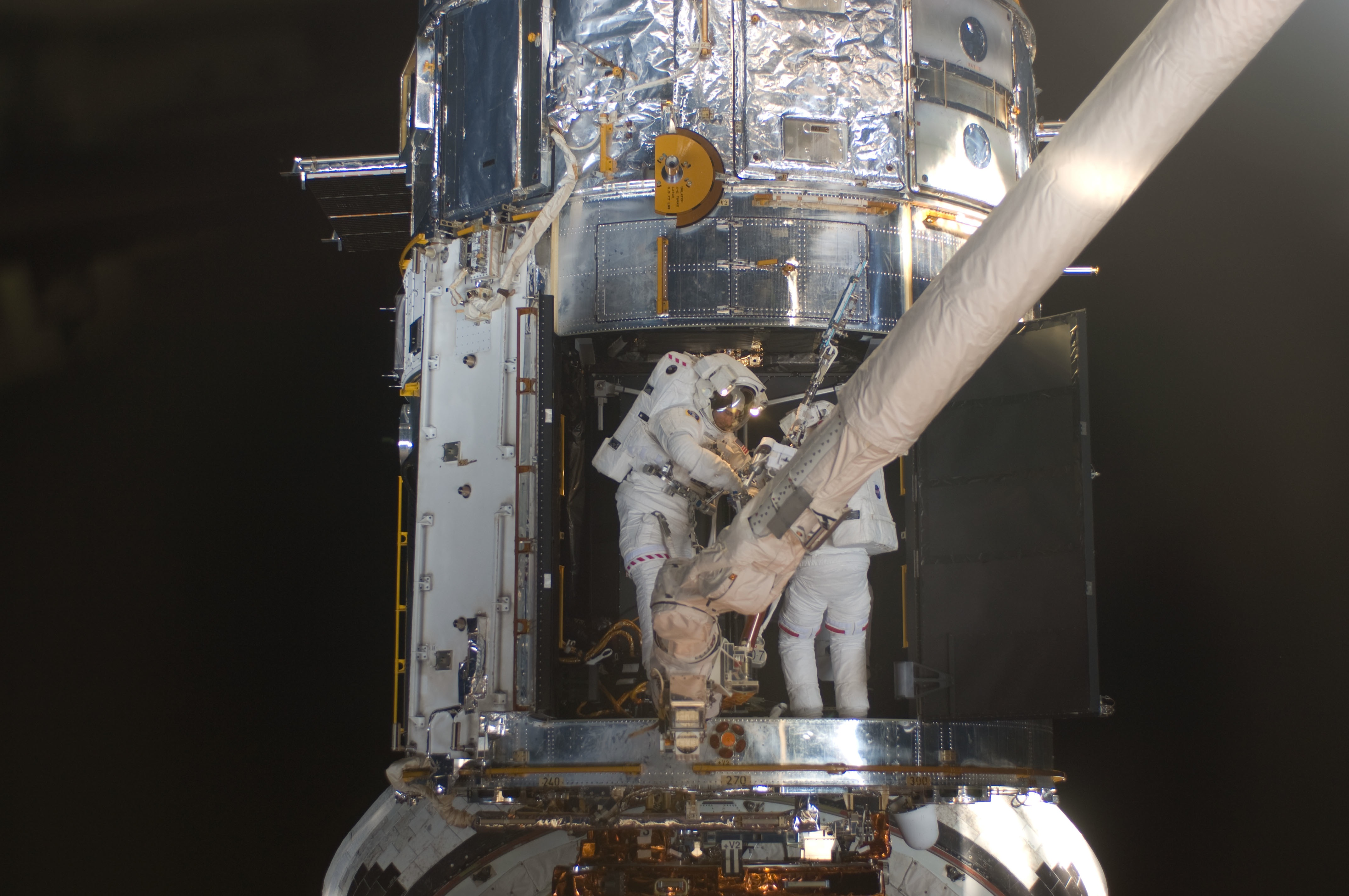
船外活動による修理
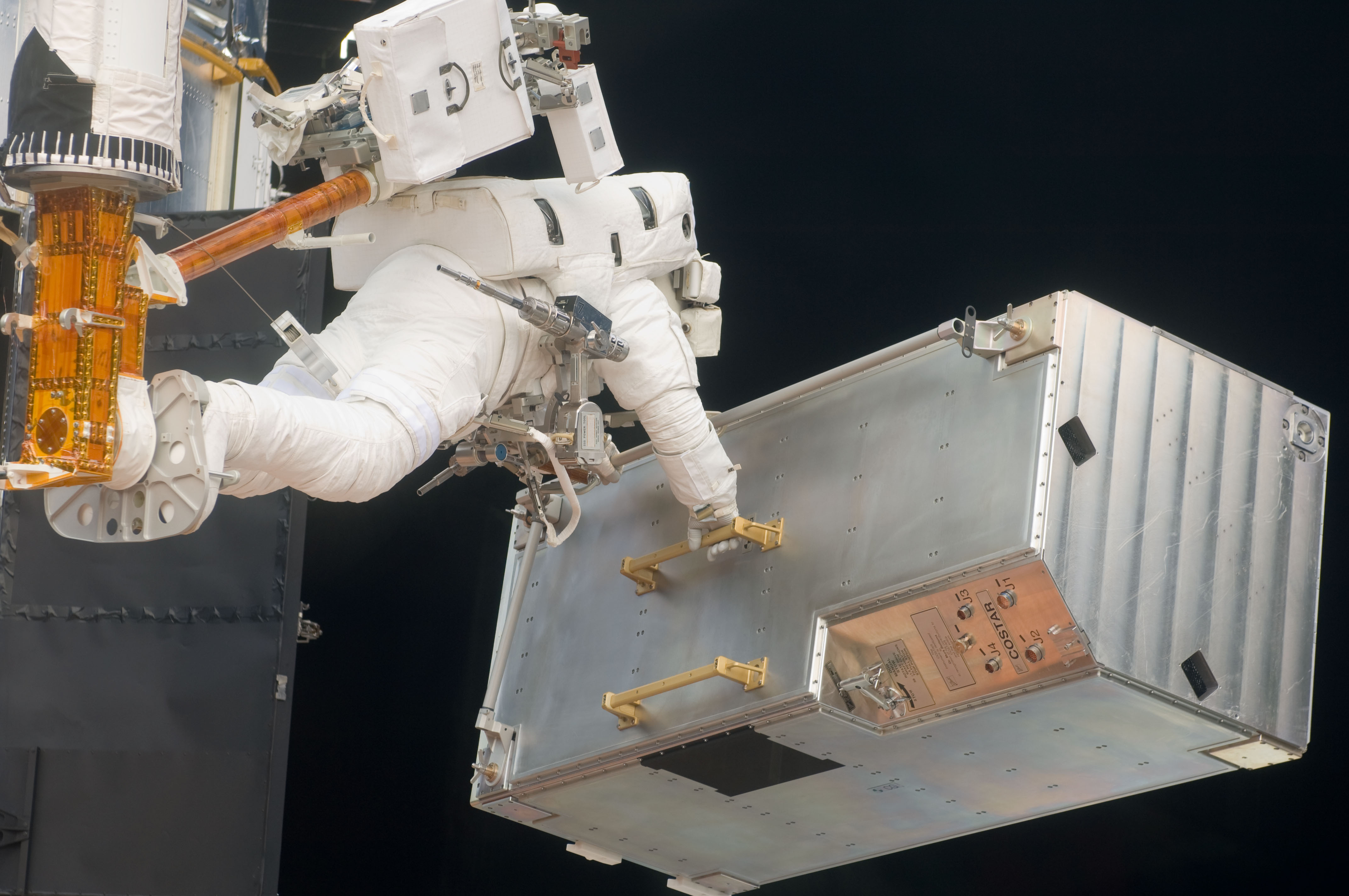
船外活動による修理
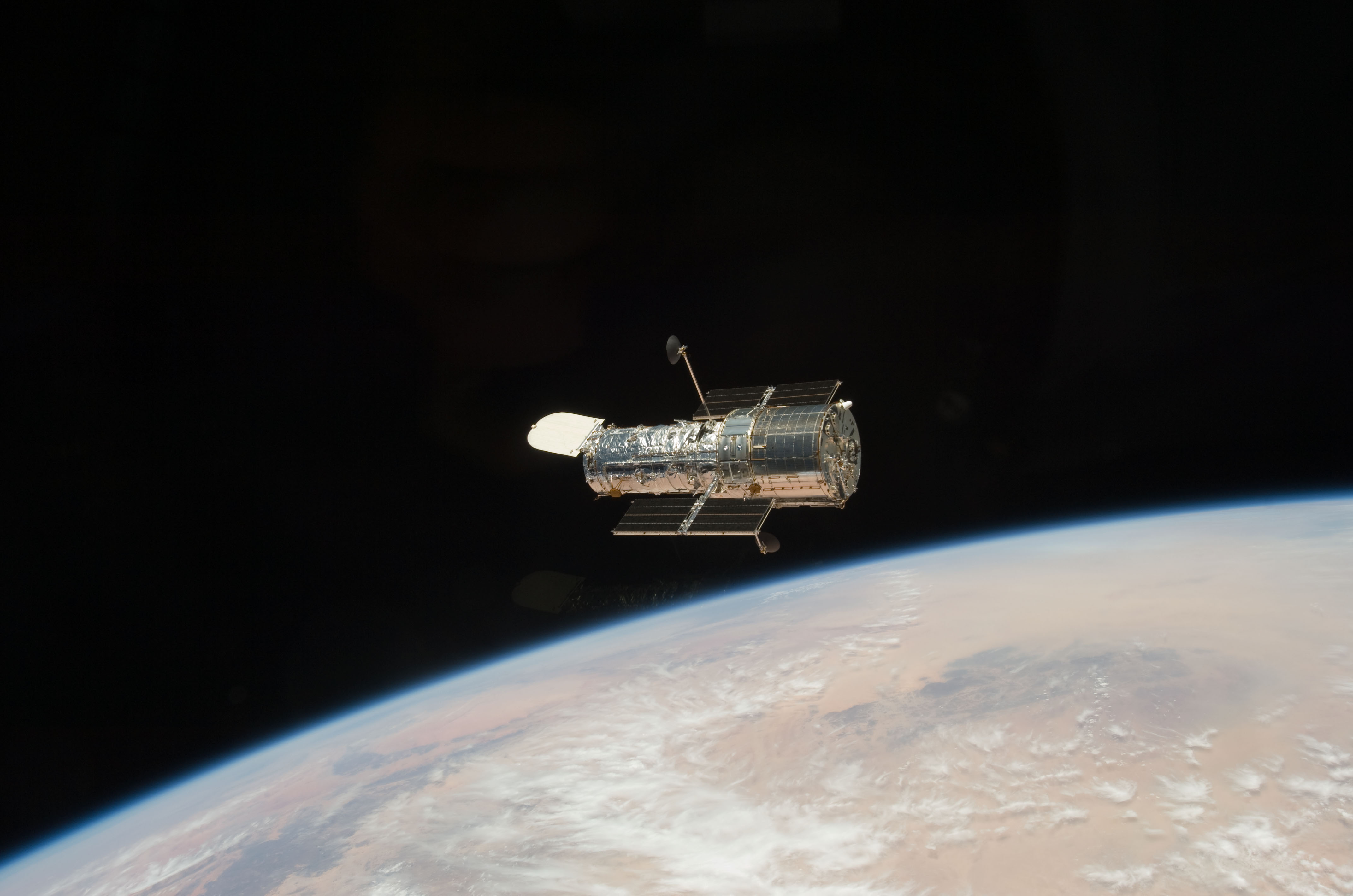
切り離されたハッブル宇宙望遠鏡
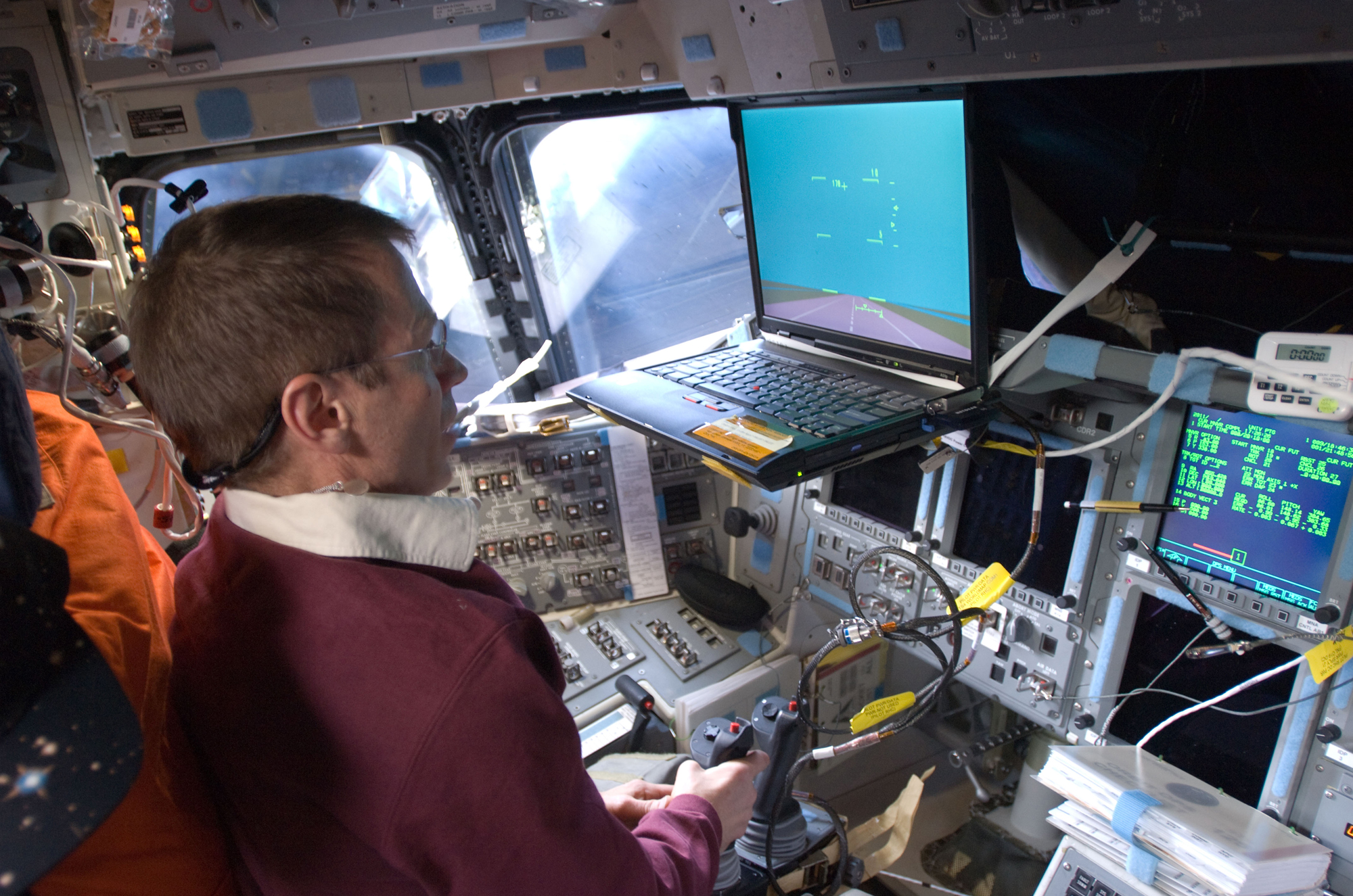
軌道上でのシミュレータによる着陸訓練
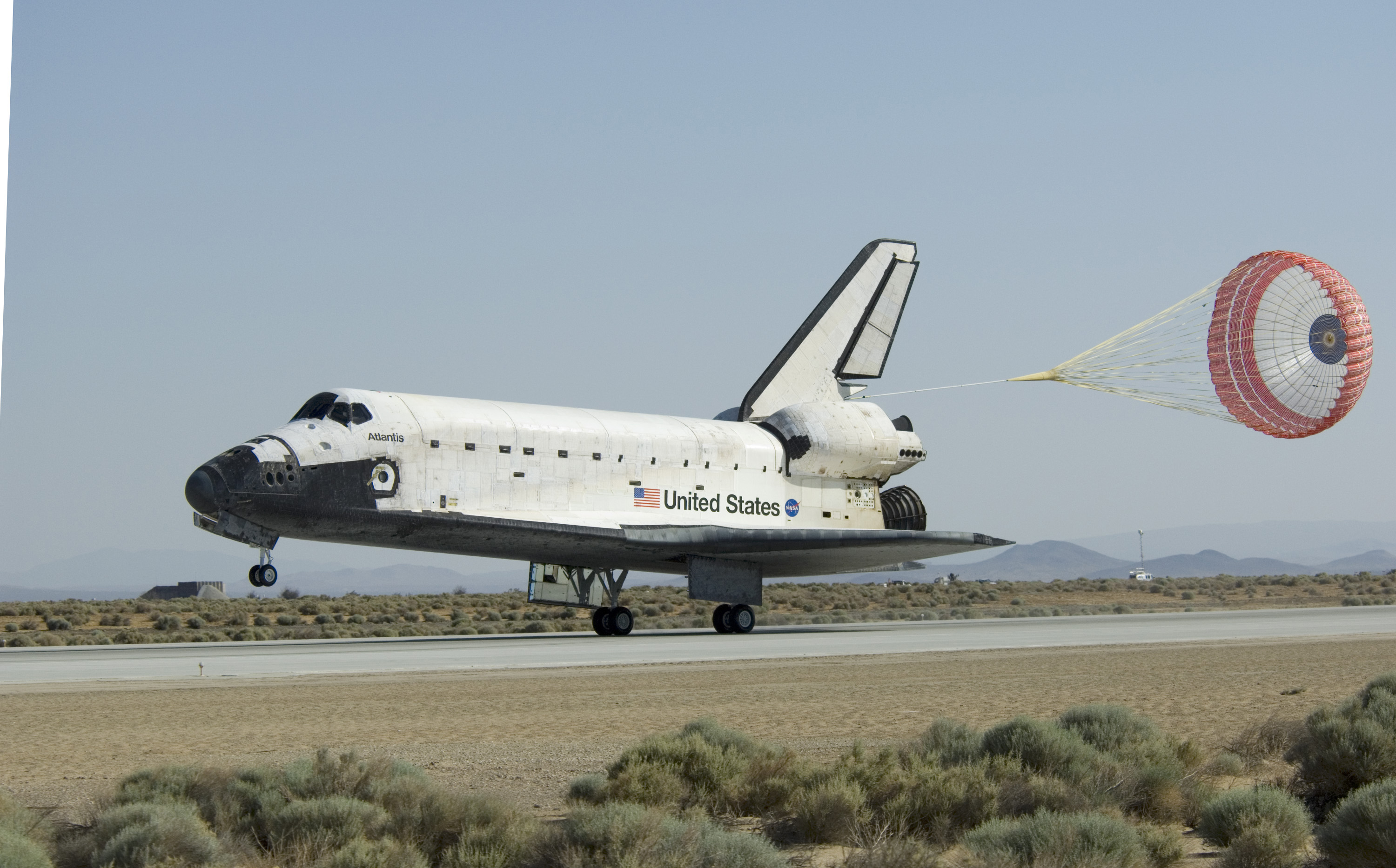
着陸
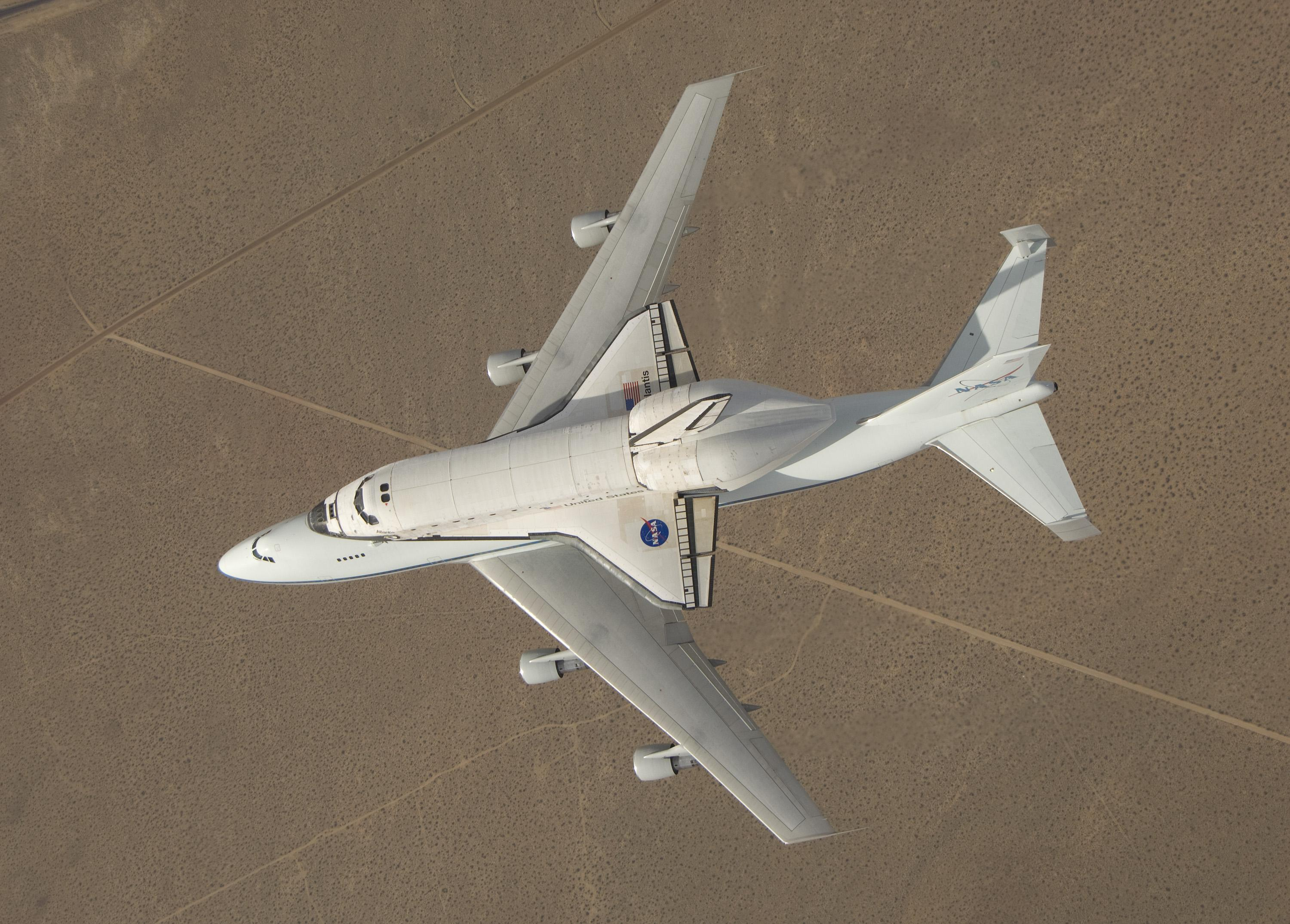
ケネディ宇宙センターへの空輸

## 緊急時救援飛行
STS-125の飛行中に万が一、耐熱パネルに損傷が生じる等してアトランティスが地球への再突入に耐えられないと判断された場合、エンデバーが救援飛行（STS-400）を行うことになっていた。緊急時救援飛行が具体的に準備されるようになって以降、ISS関連以外でスペースシャトルが飛行するのはSTS-125が初めてであるが、軌道傾斜角が異なるハッブル宇宙望遠鏡の軌道からISSに避難して救援を待つことは物理的に不可能である。したがって救援を待つ間はアトランティス自身が持つ食料・酸素・水二酸化炭素吸着キャニスタ・燃料電池だけでしのがねばならず、待てる時間的余裕はあまり無い。このためSTS-125の打ち上げ時には、隣接するLC39-B発射台上で3日前から救援物資を搭載したエンデバーが待機していた。
救援飛行は、エンデバーに4人の飛行士が乗り込み、2着の宇宙服を積み込んで打ち上げられる。打ち上げから23時間後にアトランティスと軌道上で接近し、ロボットアームで固定される。その後、アトランティスの乗務員全員が宇宙遊泳でエンデバーに乗り移り、帰還する。無人となったアトランティスは廃棄され太平洋上の大気圏に再突入し燃え尽きるコンセプトであった。
STS-125が無事に終了したため、エンデバーはSTS-400からSTS-127に移行された。ミッションを切り替えるためにはISSへ運ぶ搭載品をSTS-127の貨物室へ積む必要があるが、待機していた39B発射台は将来のコンステレーション計画においてアレスIの試験機を打ち上げるため改装中であり、貨物積み込み設備が認定寿命切れのため使用できない状態であった。このためエンデバーは39B発射台から39A発射台へ移動し、ISSへ運ぶ貨物を積み込んでから打ち上げられた。
2機のスペースシャトルが射点に同時に並ぶのはこれが最後となった。

### STS-400で予定されていた乗組員
- クリス・ファーガソン — 船長
- エリック・ボー — パイロット
- シェーン・キンブルー — ミッションスペシャリスト
- スティーブ・ボーエン — ミッションスペシャリスト

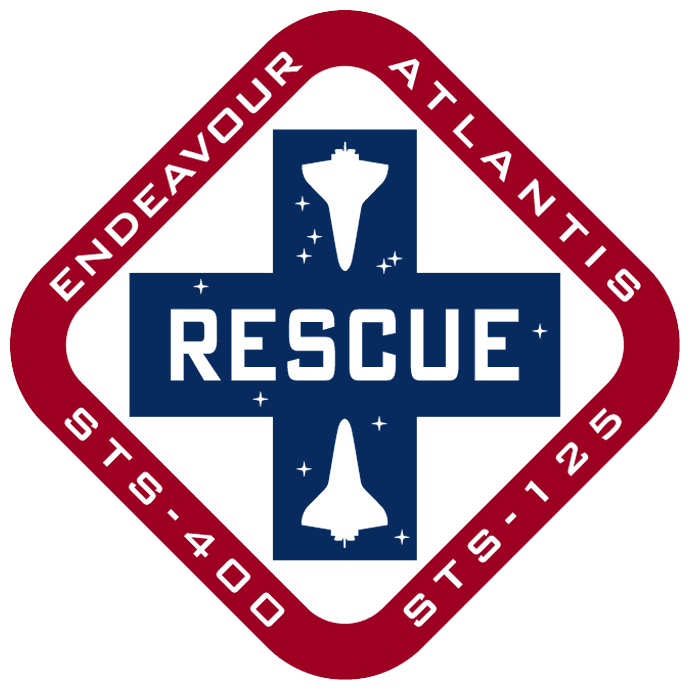
STS-400のミッションパッチ
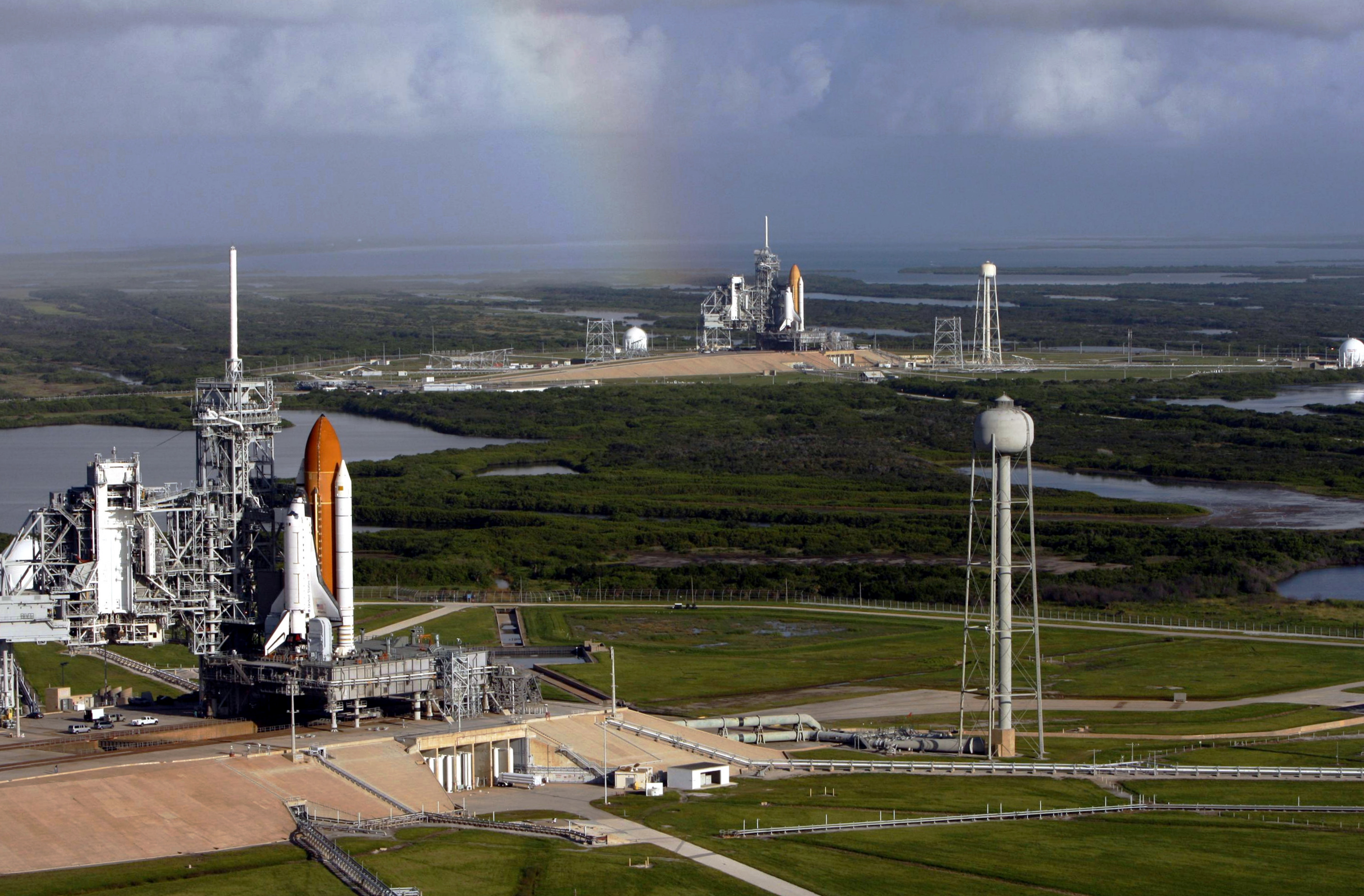
待機するエンデバー 手前がアトランティス
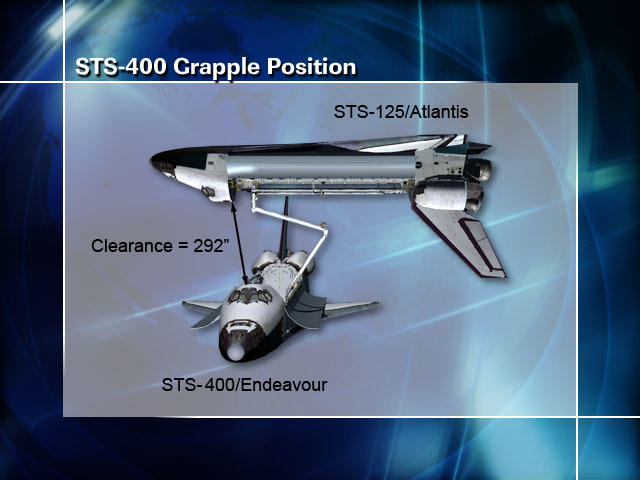
救出のため二機が接近した図